# M16 (gépkarabély)
Az M16-os gépkarabélyt Eugene Stoner tervezte az Armalite számára (így eredeti típusjelzése AR–15), de nagy tömegű gyártását már a Colt végezte 1964-től, 2011 óta viszont Malajziában gyártják tovább, mert a Colt eladta a gyártási és az ázsiai importjogokat.

## Története
A fegyver a vietnámi háború idején vált az USA standard gépkarabélyává. A katonák eleinte bizalmatlanul szemlélték a sok műanyag alkatrésszel szerelt „játékpuskát”. A fegyver több gyermekbetegséggel is küzdött, a legjelentősebb a magas karbantartási igénye volt, melyet a katonák gyakran elmulasztottak (miután nem hívták fel a figyelmüket ennek következményeire, sőt, igyekeztek úgy beállítani, hogy a fegyver szinte nem is igényel karbantartást, ennek megfelelően eleinte tisztító készletet sem szállítottak hozzá), ez gyakori elakadásokat okozott, ami a rendkívül megbízható (és igénytelenebb) AK–47-tel felszerelt ellenféllel szemben sokszor végzetesnek bizonyult.
Ugyanakkor az M16 rendelkezik előnyös tulajdonságokkal is, ide tartozik kis súlya (beleértve az 5,56 mm-es lövedékeket is), ami lehetővé teszi a katonák számára, hogy több lőszert vigyenek magukkal; illetve nagy pontossága is.
1967-ben megjelent továbbfejlesztett M16A1 jelű változata, melyet 1985-ben követett az M16A2, melynél a teljesen automata sorozatlövést rögzített 3 lövéses sorozatra változtatták, mely a lőszer takarékosabb, profibb felhasználását hivatott elérni. Sokat javult a fegyver megbízhatósága is.
Több módosított változatát is gyártották, például a különleges alakulatok körében népszerű rövidített M231-et (Colt Commando), vagy a csöve alatt 40 mm-es gránátvetővel szerelt XM-203-at.
- elméleti tűzgyorsasága: 800 lövés/perc (M-231: 750 lövés/perc)
- lövedék kezdősebessége: 991 m/s (M-231: 915 m/s)
- hatásos lőtávolsága: 450 m

A fegyver többféle kiegészítővel is felszerelhető (optikai irányzék, infratávcső, lámpa, hangtompító). A lövedékek átütőereje ugyan kisebb, mint az AK–47-nél alkalmazott 7,62 mm-esé, de a standard golyóálló mellényeket ill. sisakokat így is átüti kb. 500 m-ig, ráadásul előnyös tulajdonsága, hogy a nagy kezdősebesség miatt kis lőtávolságon a röppálya laposabb (pontosság), ill. a kisebb torkolati energia miatt sorozatlövésnél a fegyver kevésbé mozdul el.
Érdekes még, hogy a lövedéket kis tömege miatt egészen gyenge behatások is eltérítik eredeti irányából, s ez vonatkozik az emberi testbe való becsapódásra is. A becsapódás pillanatában a lövedék a testben „bukdácsolni” kezd, és a folyamatos irányváltoztatások, és jelentős deformációja miatt mozgási energiájának 100%-át adja át, ezért a lőcsatorna tekervényes, így a találat nagy roncsolást eredményez. A lőtt seb operációja emiatt nehéz vagy lehetetlen.

## Típusváltozatok
- Colt Models 601 és Model 602
- M16
- XM16E1 és M16A1
- M16A2
- M16A3
- M16A4
- M4A1 Carbine

## Speciális változatok
- Colt Model 655 és Model 656 mesterlövész változatok
- XM177, M4 és Colt Model 733 rövid csövű változatok
- Mk 4 Mod 0
- M16 R4

## Rendszeresítő államok
- Amerikai Egyesült Államok
- Argentína
- Ausztrália
- Bahama-szigetek
- Bahrein
- Barbados
- Belize
- Bolívia
- Botswana
- Brazília
- Brunei
- Chile
- Costa Rica
- Dánia
- Dél-Korea
- Dominikai Köztársaság
- Egyesült Arab Emírségek
- Egyesült Királyság
- Egyiptom

- Észtország
- Fidzsi-szigetek
- Franciaország
- Fülöp-szigetek
- Ghána
- Görögország
- Grenada
- Haiti
- Hollandia
- Honduras
- Indonézia
- Irak
- Izrael
- Írország
- Japán
- Jamaica
- Jordánia
- Kambodzsa
- Kamerun

- Kanada
- Katar
- Kelet-Timor
- Kolumbia
- Kongói Demokratikus Köztársaság
- Kuvait
- Laosz
- Lesotho
- Libanon
- Libéria
- Magyarország
- Maldív-szigetek
- Malajzia
- Marokkó
- Mexikó
- Mianmar
- Nepál
- Németország
- Nigéria

- Norvégia
- Omán
- Pakisztán
- Panama
- Portugália
- Spanyolország
- Srí Lanka
- Szaúd-Arábia
- Szingapúr
- Tajvan
- Thaiföld
- Tunézia
- Törökország
- Uruguay
- Új-Zéland
- Venezuela
- Vietnám
- Irán